# 银嘴文鸟属
银嘴文鸟属（学名：Euodice）是梅花雀科下的一个属。

## 下属物种
本属包括以下物种：
- 银嘴文鸟 Euodice cantans (Gmelin, 1789)
- 白喉文鸟 Euodice malabarica (Linnaeus, 1758)，印度银嘴文鸟